# Pappilansaaret, Fredrikshamn
Pappilansaaret består av öarna Takasaari och Etusaari som båda har bostadsområden som hör till Fredrikshamn i landskapet Kymmenedalen, i den sydöstra delen av Finland, 130 km öster om huvudstaden Helsingfors.